# Simposi de Conferències Episcopals d'Àfrica i Madagascar
El Simposi de Conferències Episcopals d'Àfrica i Madagascar (SECAM o SCEAM) és un organisme de l'església catòlica que reagrupa els bisbes d'Àfrica i de Madagascar.

## Història
El SECAM-SCEAM neix, en ocasió del Concili Vaticà II, de la disposició dels bisbes africans per parlar i actuar junts superant les diferències lingüístiques, històriques i culturals. El projecte, presentat a la Congregació per a l'Evangelització dels Pobles, fou aprovat el 1968. El simposi es va reunir per primera vegada amb motiu de la visita del papa Pau VI a Uganda el 1969. Té la seva base a Accra (Ghana).

## Organització
El SECAM-SCEAM és format per:
- un consell de presidència
- un secretariat general.
- comissions: la comissió doctrinal i pastoral, la comissió social i jurídica, la comissió financera i administrativa, el comitè per afers interns africans, la unió de col·laboració africana.[2]

## Membres del SECAM-SCEAM
Les conferències episcopals regionals:
- Associació de les Conferències Episcopals de l'Àfrica Central ACEAC)
- Associació de les Conferències Episcopals de la Regió d'Àfrica Central (ACERAC)
- Associació de les Conferències Episcopals de l'Àfrica Occidental Anglòfona (AECAWA)
- Associació del Membres de les Conferències Episcopals de l'Àfrica Oriental (AMECEA)
- Conferència Episcopal Regional de l'Àfrica Occidental Francòfona (CERAO)
- Assemblea Interregional de Bisbes d'Àfrica del Sud (IMBISA)

Les conferències episcopals nacionals o interregionals:
- Conferència Episcopal d'Angola i São Tomé (CEAST)
- Conferència Episcopal de Burkina-Niger
- Conferència de Bisbes Catòlics del Burundi (C.E.CA.B.)
- Conferència Episcopal Nacional del Camerun (CENC)
- Conferència Episcopal del Txad
- Conferència Episcopal del Congo
- Conferència Episcopal Nacional del Congo (CEZ)
- Conferència Episcopal de la Costa d'Ivori
- Conferència Episcopal de l'Etiòpia
- Conferència Episcopal del Gabon
- Conferència Interterritorial dels Bisbes Catòlics de Gàmbia i Sierra Leone (ITCABIC)
- Conferència dels Bisbes de Ghana
- Conferència Episcopal de Guinea
- Conferència Episcopal de la Guinea Equatorial
- Conferència Episcopal de Kenya (KEC)
- Conferència de Bisbes Catòlics de Lesotho
- Conferència Episcopal de Madagascar
- Conferència Episcopal de Malawi
- Conferència Episcopal de Mali
- Conferència Episcopal de Moçambic (CEM)
- Conferència de Bisbes Catòlics Namibis (NCBC)
- Conferència de Bisbes Catòlics de Nigeria
- Conferència Episcopal de l'Oceà Índic (CEDOI)
- Conferència Episcopal Regional del Nord d'Àfrica (CERNA)
- Conferència Episcopal Centreafricana (CECA)
- Conferència Episcopal de Ruanda (C.Ep.R.)
- Conferència dels Bisbes del Senegal, de Mauritània, de Cap Verd i de Guinea Bissau
- Conferència de Bisbes Catòlics de l'Àfrica Meridional (SACBC)
- Conferència de Bisbes Catòlics del Sudan (SCBC)
- Conferència Episcopal de Tanzània (TEC)
- Conferència Episcopal de Togo
- Conferència Episcopal d'Uganda (UEC)
- Conferència Episcopal de Zàmbia
- Conferència de Bisbes Catòlics de Zimbabwe (ZCBC)

## Presidents
- Cardenal Laurean Rugambwa (1969)
- Cardenal Paul Zoungrana, M. Afr. (1969 - 1978)
- Cardenal Hyacinthe Thiandoum (1978 - 1981)
- Cardenal Paul Zoungrana, M. Afr. (1981 - 1984)
- Cardenal Joseph-Albert Malula (1984 - 1987)
- Bisbe Gabriel Gonsum Ganaka (1987 - 1990)
- Cardenal Christian Wiyghan Tumi (1991 - 1994)
- Arquebisbe Gabriel Gonsum Ganaka (1994 - 1997)
- Arquebisbe Laurent Monsengwo Pasinya (1997 - 2003)
- Arquebisbe John Olorunfemi Onaiyekan (2003 - 2007)
- Cardenal Polycarp Pengo (juny 2007 - setembre 2013)
- Arquebisbe Gabriel Mbilingi, C.S.Sp., des de setembre 2013[3]